# Pordenone Calcio
Pordenone Calcio je italský fotbalový klub hrající v sezóně 2022/23 ve 3. italské fotbalové lize sídlící ve městě Pordenone v regionu Furlansko-Julské Benátsko.
Klub byl založen 1. října 1920 jako FC Pordenone. Začalo hrát nižší soutěže. Sezonu 1932/33 začal klub hrát ve třetí nejvyšší ligu v Itálii. Po jedné sezoně ve třetí lize spadl o soutěž níže.
Po sezoně 2002/03 klub vyhlásí bankrot a je vyloučen ze všech profi soutěží. Je založen klub nový (Pordenone Calcio) a začíná hrát v regionální lize. Do sezony 2018/19 hráli nejvýše třetí ligu.
Největší úspěch klubu je hraní ve druhé lize již ve třech sezonách po sobě. Dále je to vítězství ve třetí lize v sezoně 2018/19. V italském poháru klub došel nejdál do osmifinále v sezoně 2017/18.

## Změny názvu klubu
- - 1920/21 – 1926/27 – FC Pordenone (Football Club Pordenone)
  - 1927/28 – FC Pordenone (Terza Coorte A. Salvato, 63ª Legione Tagliamento)
  - 1928/29 – US Pordenone (Unione Sportiva Pordenonese)
  - 1929/30 – Pordenone Liber FC (Pordenone Liber Football Club)
  - 1930/31 – AS Dante Alighieri (Associazione Sportiva Dante Alighieri)
  - 1931/32 – 1934/35 – AC Pordenone (Associazione Calcio Pordenone)
  - 1935/36 – 1940/41 – OND Pordenone (O.N.D. Pordenone)
  - 1941/42 – 1980/81 – AC Pordenone (Associazione Calcio Pordenone)
  - 1981/82 – 1992/93 – Pordenone Calcio (Pordenone Calcio)
  - 1993/94 – 2002/03 – AS Pordenone Calcio (Associazione Sportiva Pordenone Calcio)
  - 2003/04 – 2005/06 – Pordenone Calcio (Pordenone Calcio)
  - 2006/07 – 2013/14 – Pordenone Calcio SSD (Pordenone Calcio Società Sportiva Dilettantistica)
  - 2014/15 – Pordenone Calcio (Pordenone Calcio)

## Získané trofeje

### Vyhrané domácí soutěže
- 3. italská liga ( 1x )

2018/19
- 4. italská liga ( 1x )

1952/53

## Účast v ligách
| Úroveň soutěže | Název soutěže (nynější název) | První hraná sezona | Poslední hraná sezona | celkem odehraných sezon |
| -------------- | ----------------------------- | ------------------ | --------------------- | ----------------------- |
| 2              | Serie B                       | 2019/20            | 2021/22               | 3                       |
| 3              | Serie C                       | 1932/33            | 2022/23               | 20                      |
| 4              | Serie D                       | 1950/51            | 2002/03               | 33                      |
| 5              | Eccellenza                    | 1948/49            | 2013/14               | 14                      |